# Sorde-l'Abbaye
Sorde-l'Abbaye é uma comuna francesa na região administrativa da Nova Aquitânia, no departamento Landes. Estende-se por uma área de 16,26 km². Em 2010 a comuna tinha 639 habitantes (densidade: 39,3 hab./km²).